# ナウル国際空港
ナウル国際空港（ナウルこくさいくうこう、ナウル語: Reikoariata Republik Naoero ; 英語: Nauru International Airport）は、ナウル共和国にある国際空港である。

## 概要
ナウルのヤレン地区に所在する。フラッグ・キャリアのナウル航空のハブ空港である。ナウルに空港は1つしか無いため、国際線のみが就航する。
2005年に、ナウル航空（当時の名称はエア・ナウル）の所有する唯一のボーイング737-400機がオーストラリアのメルボルンで裁判所により差し押さえられ、同航空が運営を停止した際、ナウル国際空港は一時閉鎖された。2006年に、エアナウルが新しいボーイング737-300機で運航再開し、空港も再開業した。

## 設備
旅客ターミナル内には軽食が取れるレストランや売店はあるが、免税店やビジネスセンター、航空会社ラウンジやボーディングブリッジなどの設備は存在しない。また貨物専用ターミナルも存在しない。

## 就航路線

### 旅客便
| 航空会社               | 就航地 |
| ---------------------- | --- |
| ナウル航空             | ミクロネシア : タラワ、マジュロ、ポンペイ、チューク メラネシア : ナンディ ソロモン諸島 : ホニアラ オーストラリア : ブリスベン |
| フレックスフライト航空 | オーストラリア:ブリズベン |

以前はメルボルン国際空港、ホニアラ国際空港に就航していた他、日本路線も就航しており、鹿児島空港と那覇空港に就航していた。また、週1便、ポンペイ便を延長する形でグアムへの就航が計画されている。

### 貨物便
| 航空会社                       | 就航地     |
| ------------------------------ | ---------- |
| パシフィックエア・エクスプレス | ブリスベン |